# Arcëm Hurėnka
Arcëm Sjarheevič Hurėnka (in bielorusso Арцём Сяргеевіч Гурэнка?; Minsk, 18 giugno 1994) è un calciatore bielorusso, centrocampista dell'Ufa.

## Carriera
Ha giocato nella massima serie bielorussa e in quella lituana. Inoltre, ha giocato 9 partite di qualificazione per l'Europa League.